# Nokia 9500 Communicator
Le Nokia 9500 Communicator est un smartphone professionnel, cousin du netbook, produit par Nokia à partir de 2004. Il fonctionne avec Symbian S80.

## Description
Le Nokia 9500 Communicator est équipé d'un processeur 150 MHz produit par Texas Instruments et possède 64 ou 80 Mo de RAM (selon le modèle).
Il s'ouvre en deux et intègre deux écrans : un écran large à l'intérieur (définition 640 × 200 en 65 535 couleurs) et un plus petit à l'extérieur (définition 128 × 128 en 65 535 couleurs) semblable à celui du Nokia 3650.
À l'intérieur se trouve un petit clavier complet.
Il intègre un capteur photo VGA (d'une définition de 640 × 480, soit 0,3 Mpx).
Il dispose du Bluetooth, d'un port Infrarouge, un port USB, du Wi-Fi, communique par GPRS et EDGE. Il intègre une fonction fax et un client de messagerie multi-comptes par POP et IMAP.
Le navigateur Web intégré est une version spéciale d'Opera compatible avec les normes WAP et HTML.
Il intègre par défaut un lecteur MP3 ainsi qu'une suite professionnelle qui comprend un traitement de texte, un tableur et un logiciel de présentation compatible avec Microsoft Office. D'autres applications pouvaient être téléchargés depuis l'appareil,,,,.

## Historique
Les premiers Communicators du Finlandais sont commercialisés en 1996 (Nokia 9000 Communicator) et permettent déjà l'accès à internet, courriel inclus.
Le Nokia 9500 Communicator,,,, plus léger, est le dernier de la série à quatre chiffres après les communicators 9210 en 2002  , 9210i , 9300 (plus compact), 9300i · 
Le Nokia E90 Communicator  qui  succède à la série n'a plus la fonction fax.